# Dorus Nijland
Dorotheus Magdalenus (Dorus) Nijland (Amsterdam, 26 februari 1880 – aldaar, 13 februari 1968) was een Nederlands baan- en wegwielrenner.
Nijland nam in zijn amateurtijd deel aan de Olympische Spelen van 1908 in Londen. Bij deze Spelen werd hij, samen met Gerard Bosch van Drakestein, Anton Gerrits en Johannes van Spengen, vierde op het onderdeel ploegachtervolging 1980 yards. In 1909 werd hij 2e bij het Nationaal Kampioenschap op de weg bij de elite achter Chris Kalkman.
Nijland was professioneel wielrenner van 1913 tot 1915.